# Migração de mamíferos

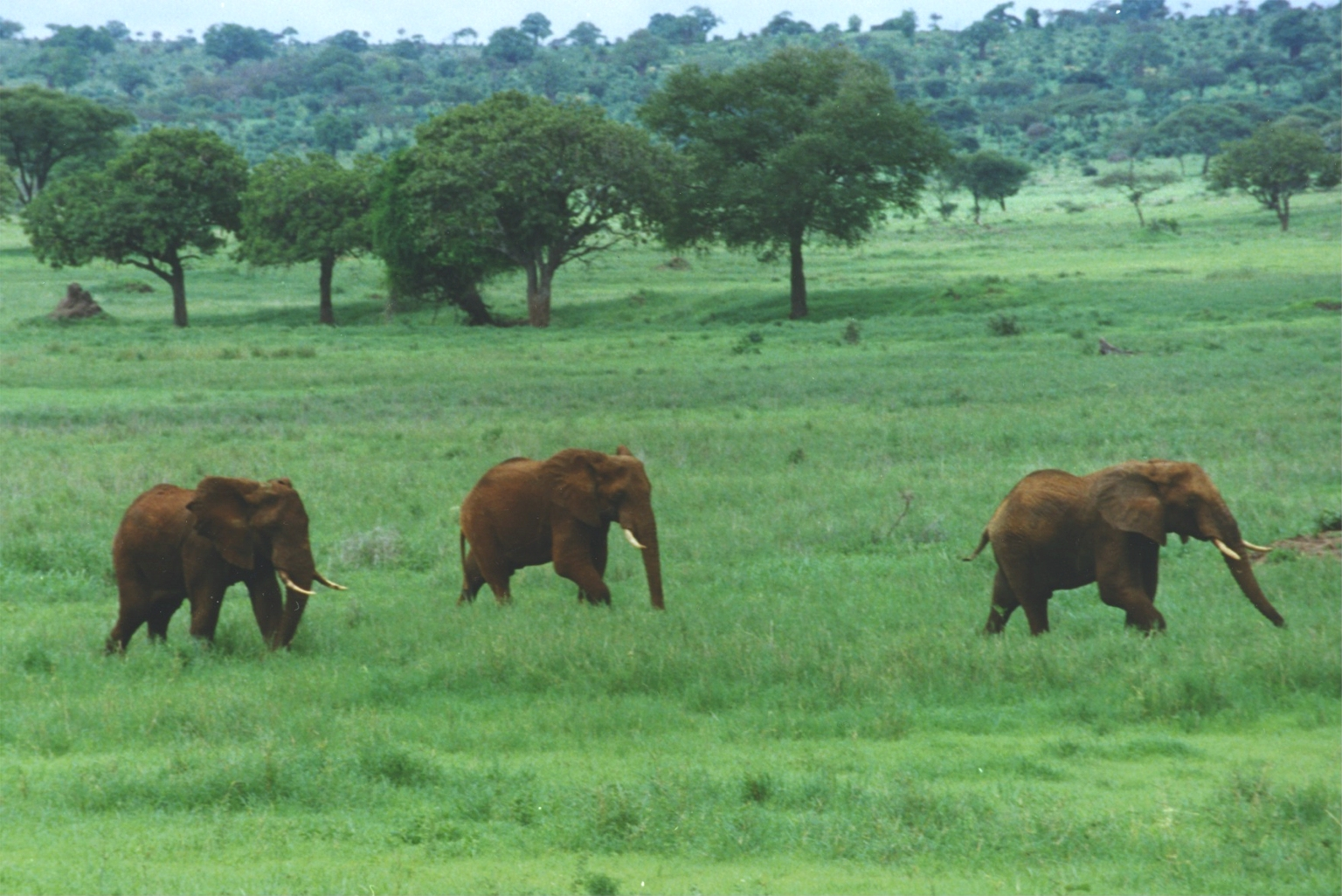
Uma manada de Elefantes na Tanzânia.

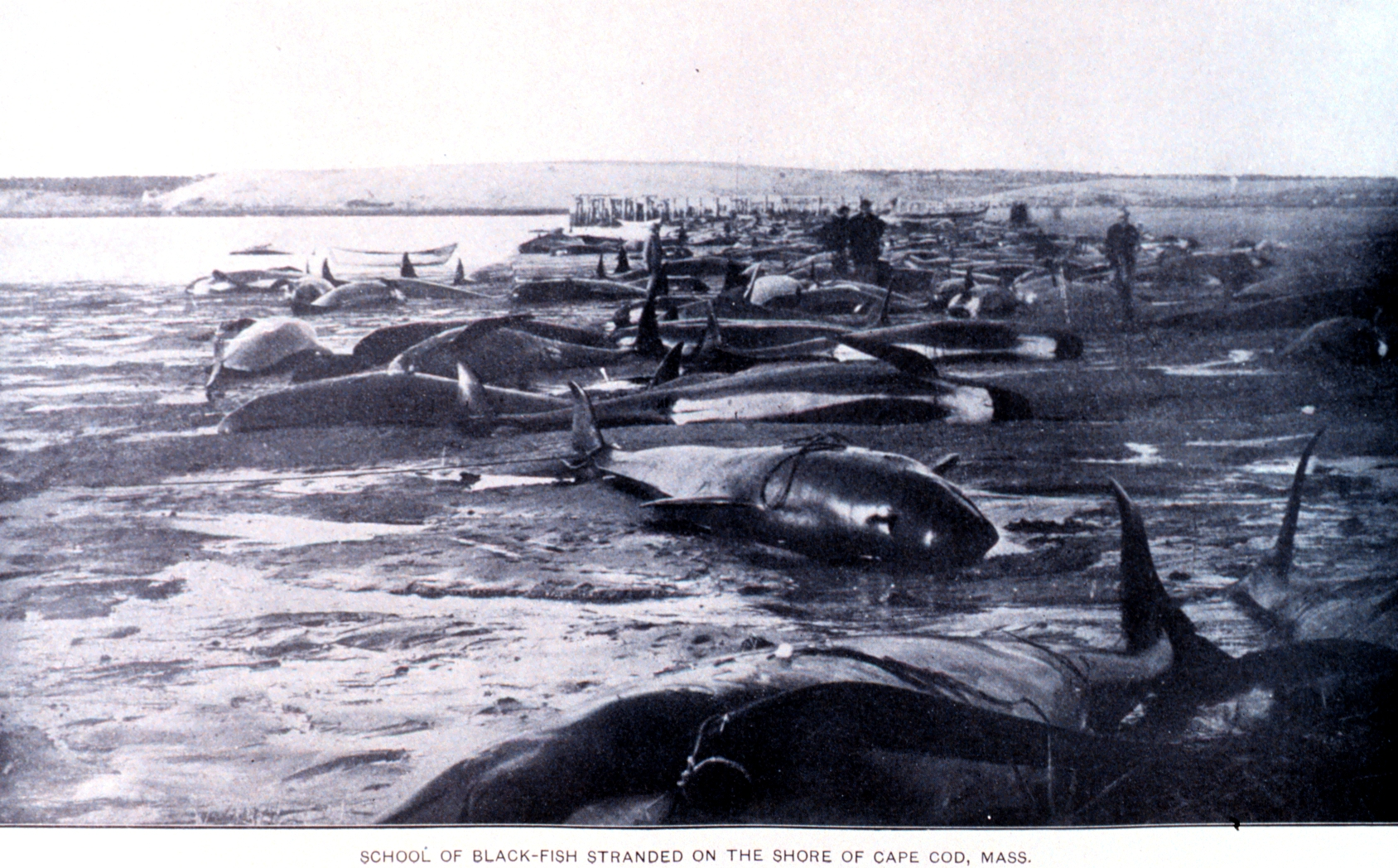
Encalhamento em massa de baleias-piloto (que realizavam a migração) na Baía do Cabo Cod, em Massachusetts, em 1902

Migrações de mamíferos são movimentos migratórios de mamíferos usualmente em busca de melhores condições de obtenção de alimentos ou ainda em busca de ambientes mais seguros para procriação.
As migrações de mamíferos só ocorrem com aqueles que apresentam facilidade de deslocamento. Por exemplo, o Caribu, um veado da tundra norte-americana, locomove-se facilmente por ser um mamífero ungulado, e migra para o sul durante o rigoroso inverno do extremo norte. Enquanto isso, outros mamíferos que vivem em regiões temperadas e não conseguem se deslocar com tanta facilidade realizam a hibernação, como, por exemplo, o Ouriço-europeu.

## Ver também

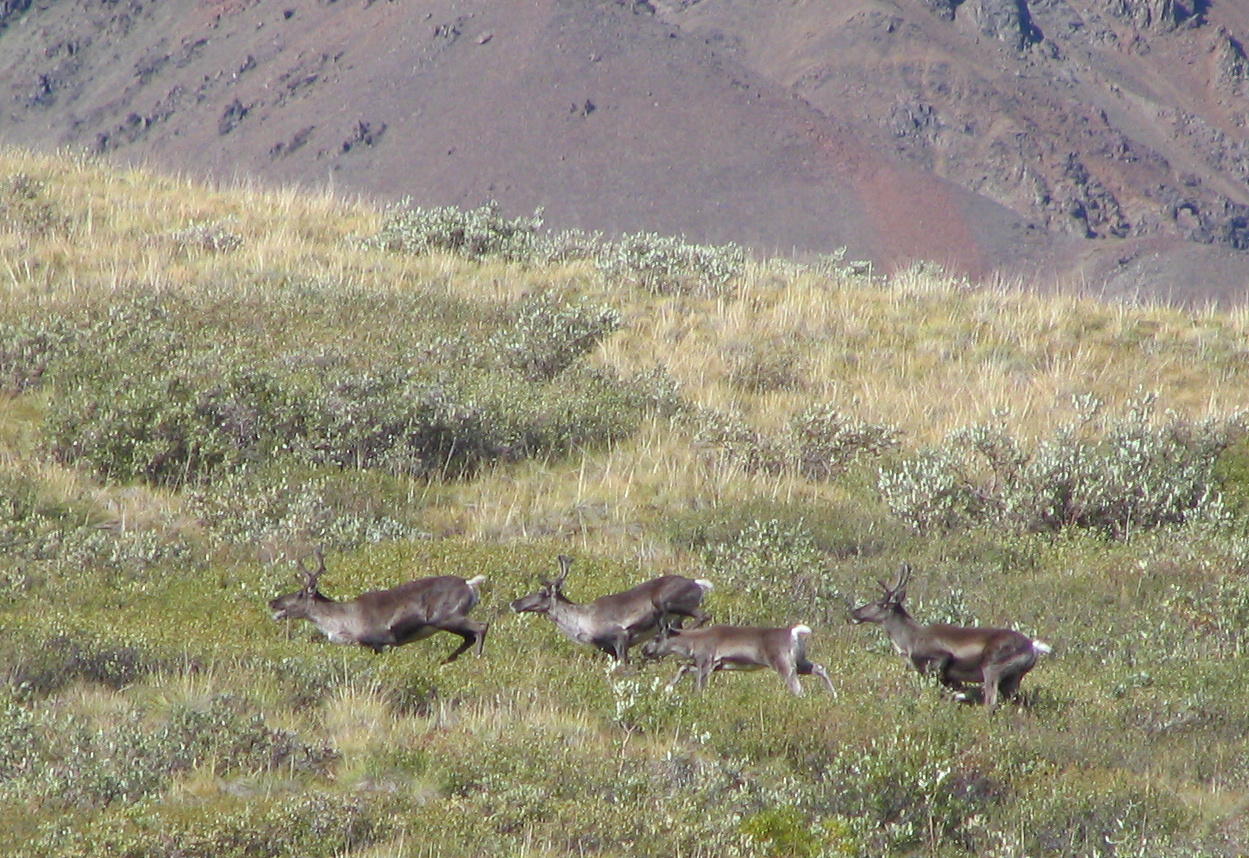
Caribus realizam migrações sazonais